# A.S.D. Nerostellati Frattese
Associazione Sportiva Dilettantistica Nerostellati Frattese hay đơn giản là Frattese là một câu lạc bộ bóng đá Ý, có trụ sở tại Frattamaggiore Campania.

## Lịch sử
Câu lạc bộ được thành lập vào năm 2012 và chơi ở Promozione Campania trong mùa 2012-13, sau khi mua danh hiệu thể thao Atletico Bosco của câu lạc bộ Promozione, khi Bosco được thăng hạng lên Eccellenza.
Trong mùa giải 2013-14 đã được thăng hạng lên Serie D.

## Màu sắc và huy hiệu
Màu của đội là màu đen với một ngôi sao màu trắng.

## Danh hiệu
- Eccellenza:
  - Chiến thắng (1): 2013-2014